# 5,45x39mm
O 5,45x39 mm é um cartucho de fuzil, de fabricação soviética, especialmente desenvolvido para o fuzil de assalto AK-74.

## História
Quando a Organização do Tratado do Atlântico Norte (OTAN) mudou o calibre 7,62x51 para 5,56x45, a União Soviética e os signatários do Pacto de Varsóvia decidiram também mudar o calibre 7,62x39 para 5,45x39. 
Os motivos dessa troca de calibres, foram decorrentes de uma nova concepção de guerra. Em vez de um soldado matar um inimigo, ele pode imobilizá-lo, sendo que seria necessário outros homens para carregá-lo e cuidá-lo, o que causaria uma maior perda do que um soldado mortos. 
O calibre 5,45 e o 5,56 são mais leves e baratos que os 7,62. Portanto um soldado pode transportar mais munição, ou reduzir seu esforço físico, já que as armas ficam mais leves e com menor recuo. Além disso, as munições mais leves fazem com que a bala tenham uma velocidade e rotação elevada, podendo despedaçar-se dentro do corpo humano, provocando maiores danos. 
Atualmente essa nova concepção está sendo questionada pois alguns críticos consideram que essas balas podem ser paradas facilmente por coletes a prova de balas de kevlar. 
Por isso o Exército americano encomendou fuzis M-14 e M-21, calibre 7,62x51 para as tropas de elite. Atualmente está surgindo novamente o interesse por calibres pesados, por isso o exército dos Estados Unidos está preparando uma versão "Heavy" do FN SCAR (provável substituto do M-16) em 7,62x51.
O calibre 5,56x45 é muito parecido com o 5,45x39, com a diferença de que este último é menor. Esse calibre, soviético, foi lançado com o AK-74 em 1974 e substituiu o AK-47,AKM e AKMS em grande quantidade. 
Atualmente o AK-74M "modernizado" é o fuzil de assalto padrão na Rússia. Várias armas foram produzidas nesse calibre, como o ucraniano Vepr, o AK-74 e suas variantes, AK-105, AK-107, AN-94. A China também adotou essa concepção: em 1987, trocou o 7,62x39 pelo 5,8x42mm DBP87.